# The Confirmation
The Confirmation é um filme de 2016 dirigido por Bob Nelson. O filme trata de um menino (Martell), que tenta se reconectar com seu pai divorciado (Owen). Estreou em 18 de março de 2016 como um lançamento limitado em cinemas selecionados nos Estados Unidos e no iTunes.

## Elenco
- Clive Owen - Walt
- Jaeden Martell - Anthony
- Maria Bello - Bonnie
- Robert Forster - Otto
- Tim Blake Nelson - Vaughn
- Patton Oswalt - Drake

## Recepção
No agregador de críticas Rotten Tomatoes, na pontuação onde a equipe do site categoriza as opiniões da  grande mídia e da mídia independente apenas como positivas ou negativas, o filme tem um índice de aprovação de 91% calculado com base em 33 comentários dos críticos. Por comparação, com as mesmas opiniões sendo calculadas usando uma média aritmética ponderada, a nota alcançada é 6,8/10.
Em outro agregador, o Metacritic, que calcula as notas das opiniões usando somente uma média aritmética ponderada de determinados veículos de comunicação em maior parte da grande mídia, tem uma pontuação de 65/100, alcançada com base em 11 avaliações da imprensa anexadas no site, com a indicação de "revisões geralmente favoráveis".
No Washington Post, Stephanie Merry avaliou com 2,5/4 da nota dizendo que é interessante "como ele evita o melodrama." Na  Slant Magazine, Elise Nakhnikian avaliou com 2/4 de sua nota dizendo que "a premissa é prejudicada pela ética ocasionalmente duvidosa do filme e sua tendência a suavizar as situações perigosas que ele cria." No AV Club, Adam Nayman  avaliou com um "B" dizendo que "nos melhores momentos, Nelson justapõe... dúvida efêmera e eterna contra as realidades concretas da pobreza e marginalidade americanas das pequenas cidades".